# Comté de Madison (Montana)
Pour les articles homonymes, voir Comté de Madison.
Le comté de Madison est un des 56 comtés de l’État du Montana, aux États-Unis. En 2010, la population était de 7 691 habitants. Son siège est Virginia City. Le comté a été fondé en 1864.

## Géolocalisation
| Comté de Silver Bow | Comté de Jefferson       |                   |
| Comté de Beaverhead | Comté de Madison         | Comté de Gallatin |
|                     | Comté de Fremont (Idaho) |                   |

## Principales villes
- Ennis
- Sheridan
- Twin Bridges
- Virginia City